# والت برستون
والت برستون (بالإنجليزية: Walt Preston)‏ هو لاعب كرة قاعدة أمريكي، ولد في 6 أبريل 1868 في ريتشموند في الولايات المتحدة، وتوفي في 23 ديسمبر 1937 في نيو أورلينز في الولايات المتحدة.

## وصلات خارجية
- والت برستون على موقعبيزبول رفرنس.كوم (الدوري الرئيسي) (الإنجليزية)
- والت برستون على موقعبيزبول رفرنس.كوم (الدوري الثانوي) (الإنجليزية)